# 格林諾爾 (新澤西州)
格林諾爾（英語：Green Knoll）是位於美國新澤西州薩默塞特縣的普查規定居民點。

## 人口
根據2020年美國人口普查的數據，格林諾爾的面積為12.01平方千米，當中陸地面積為12.00平方千米，而水域面積為0.01平方千米。當地共有人口6594人，而人口密度為每平方千米549.04人。